# Dasyprocta leporina
Dasyprocta leporina, popularmente chamada cutia, é uma espécie de mamífero roedor da família dos dasiproctídeos (Dasyproctidae).

## Etimologia
O nome popular cutia deriva do tupi aku'ti no sentido de "mamífero roedor". O primeiro registro do termo ocorreu em 1557, quando André Thevet citou a forma francesa agoutin. Em seguida, o termo reaparece como cotia em 1576 e então cutia em cerca de 1584. Segundo o Grande Dicionário Houaiss, a oscilação entre -u- e -o- deve-se ao caráter variável da vogal média em posição pretônica. Outras formas mais próximas ao tupi (acuti, acuchi, aguti, acouti) também são conhecidas. Em 1792, o termo foi citado como cutías.

## Taxonomia e sistemática
Dasyprocta leporina foi classificada pela primeira vez por Carlos Lineu em 1758 como Mus leporinus. O táxon D. leporina, tal como atualmente definido, representa na verdade um complexo de espécies que inclui pelo menos três formas distintas. Uma das divisões geográficas mais pronunciadas ocorre a leste do rio Tocantins e ao norte do rio Amazonas, abrangendo também populações situadas entre o rio Tapajós e a ilha de Marajó. Há uma considerável variação na coloração do dorso e dos flancos em D. leporina, e diversas subespécies foram descritas com base em populações localizadas, como cayana e flavescens. Essa classificação, no entanto, ainda carece de revisão abrangente da variação geográfica ao longo de sua distribuição. Historicamente, o nome Dasyprocta aguti foi utilizado para essa espécie, sendo considerada monotípica em classificações anteriores.

## Descrição
Dasyprocta leporina é um roedor caviomorfo de médio porte, com comprimento da cabeça e do corpo variando entre 47 e 65 centímetros, cauda curta e sem pelos com até seis centímetros (geralmente entre um e três centímetros), e retropé medindo entre 11,8 e 14,8 centímetros. O peso varia entre 2,1 e 5,9 quilos, com média entre três e seis quilos; os machos são geralmente menores que as fêmeas, embora ambos apresentem aparência semelhante. A pelagem é marrom, com manchas mais escuras na parte superior do corpo e uma faixa branca central na região ventral. A cabeça e os quartos dianteiros são frequentemente oliváceos e finamente grisalhos, enquanto a garupa é vermelho-escura a laranja-amarelada, coberta por pelos longos e retos que se projetam formando uma franja, com coloração amarelo-pálido ou alaranjado na base. A espécie apresenta locomoção quadrúpede, com patas dianteiras com quatro dedos e patas traseiras, geralmente mais longas, com três dedos. As orelhas são pequenas e arredondadas.

## Distribuição e habitat
Dasyprocta leporina pode ser encontrada na América do Sul ao norte da Amazônia e leste do rio Negro, ao sul da Amazônia e ao leste do rio Madeira até o litoral central do Brasil (estados do Amapá, Amazonas, Pará e Roraima). Ocorre na Guiana Francesa, Suriname, Guiana, Venezuela e Trindade e Tobago (conservada no Santuário de Vida Selvagem Central Range, nas nascentes das bacias hidrográficas de Tempuna e Talparo). Foi introduzida em Dominica, Granada e nas Ilhas Virgens Americanas. Seu habitat apresenta todos os tipos de vegetação, mas é encontrado sobretudo em floresta aberta, distante da água e da vegetação densa. É mais comum em manchas fragmentadas do que florestas contínuas e também está presente em floresta secundária degradada.

## Ecologia

### Área de vida
Cada indivíduo de Dasyprocta leporina ocupa uma área regularmente visitada, chamada área de vida, que não se sobrepõe às áreas de outros indivíduos. Essa área varia entre dois e três hectares, incluindo locais fixos para descanso, áreas de alimentação e trilhas bem definidas. Segundo Maher e Burger (2011), o espaço ocupado está relacionado à acessibilidade aos frutos, com indivíduos alterando suas áreas de vida para incluir fontes de alimento. Contudo, outro estudo indica que, em locais com maior disponibilidade alimentar, as áreas de vida podem se sobrepor. Essas espécies possuem hábito terrestre e são principalmente diurnas, embora apresentem atividade crepuscular - sendo ativos ao amanhecer e ao anoitecer - e comportamento saltatorial, adaptado a saltos altos. Sua atividade inclui comportamentos como amordaçar, sentar, cavar, cheirar, comer, caminhar e sondar o ambiente em busca de alimento, tudo realizado em terra. Prefere altitudes elevadas e podem atingir altas densidades populacionais em algumas florestas tropicais, de até 63 animais por quilômetros quadrados. Preferem áreas cultivadas, arbustos, perto de disponibilidade de água. Refugiam-se em áreas bem cobertas, sombreadas e escondidas, como troncos, perto de áreas úmidas. Tendem a apreciar troncos ocos e se escondem sob árvores baixas.

### Alimentação
Dasyprocta leporina forrageia principalmente durante o dia para acumular recursos alimentares para a noite, são extremamente rápidos e se escondem rapidamente diante de qualquer sinal de perigo. Sua alimentação é composta principalmente por sementes, polpa, folhas, raízes e diversos frutos. Quando os recursos vegetais estão escassos, consomem também larvas de insetos. Para enfrentar períodos de falta de alimento, enterram provisoriamente sua comida em esconderijos. Ao se alimentar, geralmente sentam-se sobre as patas traseiras e seguram o alimento com as patas dianteiras enquanto comem. Embora procurem alimento durante o dia, a maior parte da alimentação ocorre à noite. Os membros do gênero Dasyprocta desempenham papel crítico na dispersão de sementes de árvores como o jatobá (Hymenaea courbaril) e a brejaúva (Astrocaryum aculeatissimum). Em particular, D. leporina destaca-se como dispersora significativa, atuando mesmo em fragmentos florestais onde a defaunação já está ocorrendo. Essa espécie pode ocorrer em diversos tipos de vegetação, mas é mais comum em florestas abertas, geralmente longe de água e vegetação densa. É encontrada em maior número em manchas fragmentadas do que em florestas contínuas, incluindo florestas secundárias degradadas.

### Comunicação
Dasyprocta leporina utiliza uma variedade de sons, incluindo grunhidos, guinchos e berros, para se comunicar com outros membros da espécie. Essa comunicação sonora é acompanhada por linguagem corporal e posturas específicas, como tocar e bater as patas traseiras, que indicam estresse ou a percepção de um ambiente inseguro. Os demais indivíduos do grupo reconhecem esses sinais e rapidamente procuram abrigo ao se sentirem ameaçados. Como herbívoros, apresentam olhos posicionados de modo a garantir um amplo campo visual, permitindo-lhes detectar rapidamente possíveis perigos. São também altamente territoriais, marcando suas áreas com urina e fezes para delimitar sua presença.

### Reprodução

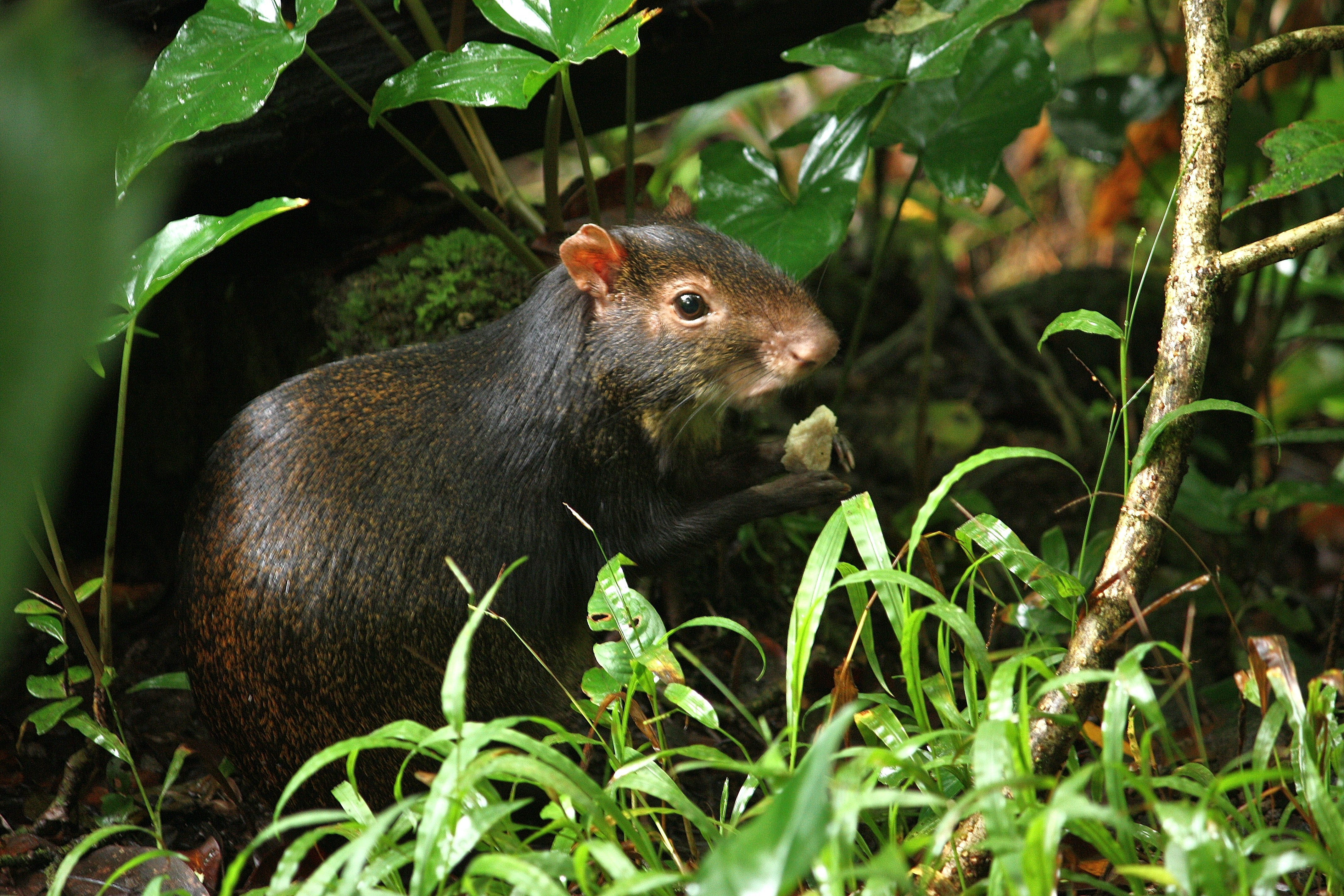
Indivíduo avistado em Dominica

Dasyprocta leporina apresenta sistema reprodutivo monogâmico, no qual uma fêmea escolhe um macho e o casal permanece junto, sem relações extracópulas. Em ambientes fechados, a reprodução é menos eficiente, devido à necessidade de grandes espaços para o cortejo e a reprodução. Os pares permanecem juntos para oferecer segurança mútua e vantagens reprodutivas. Seus grupos são discretos, formados pelo casal e seus de um a quatro filhotes, nos quais investem muitos recursos parentais. Os filhotes são capazes de se mover rapidamente logo após o nascimento, uma característica crucial para escapar de predadores. A reprodução ocorre cerca de duas vezes ao ano, com período gestacional de aproximadamente 120 dias. Embora os nascimentos possam ocorrer durante o ano todo, a maioria está concentrada na estação seca. Nas florestas da Guiana Francesa, o período da prenhez atinge seu pico entre novembro e abril, começando com o início das chuvas e coincidindo com o aumento do número de árvores frutíferas. As fêmeas atingem a maturidade sexual e reprodutiva a partir dos 193 dias de vida. Durante o cortejo, o macho borrifa urina na fêmea, desencadeando a chamada "dança do frenesi"; após várias repetições, ele se aproxima dela. Os juvenis tornam-se ativos - comendo e se movimentando - em até uma hora após o nascimento, podendo consumir folhas sozinhos. Recém-nascidos enxergam ao nascer e congelam diante da presença de predadores em potencial.

### Comportamento antipredador
Dasyprocta leporina adota um comportamento cauteloso diante da aproximação de outros animais, já que é frequentemente alvo de predação. Por isso, esses roedores são geralmente encontrados em pares ou com seus parceiros nas proximidades. Seus predadores incluem mamíferos como a jaguatirica (Leopardus pardalis), a onça-pintada (Panthera onca), cobras - incluindo jiboias - e humanos que os caçam. Para comunicar perigo às demais cutias próximas, utilizam uma combinação de sons variados, além de posturas corporais e táteis. Mostram-se inquietas e vigilantes, observando o ambiente com extrema cautela, possivelmente em decorrência do medo constante de ataques. Os machos tendem a ocupar áreas mais abertas do que as fêmeas, o que os torna mais vulneráveis a ataques e mortes, justificando sua preferência por habitats protegidos e escondidos. Sua principal vantagem é a rapidez, podendo se esconder rapidamente ao suspeitar de perigo.

## Conservação
Devido a sua enorme distribuição geográfica e por não haver riscos imediatos à sua preservação, Dasyprocta leporina classificado na Lista Vermelha da União Internacional para a Conservação da Natureza (UICN / IUCN) como menos preocupante. É caçado localmente, mas isso não causa distúrbios à conservação. É sabido que é acometido por parasitismo de endoparasitas. Em 2005, foi listada como vulnerável na Lista de Espécies da Fauna Ameaçadas do Espírito Santo; em 2014, como quase ameaçada no Livro Vermelho da Fauna Ameaçada de Extinção no Estado de São Paulo; e em 2018, foi designada como pouco preocupante na Lista Vermelha do Livro Vermelho da Fauna Brasileira Ameaçada de Extinção do Instituto Chico Mendes de Conservação da Biodiversidade (ICMBio).
No Brasil, a caça é uma prática comum na Reserva Biológica de Poço das Antas e na Reserva Biológica União, onde Dasyprocta leporina foi registrada. Curiosamente, um estudo na Amazônia revelou que a fragmentação florestal pode aumentar a densidade dessa espécie, com médias de 0,16 ± 0,05 indivíduos por hectare em florestas contínuas e 0,71 ± 0,24 indivíduos por hectare em florestas fragmentadas (Média ± SE, N = 3). Por outro lado, uma pesquisa sobre o impacto do ecoturismo na riqueza e abundância de mamíferos na região do Cristalino, em Mato Grosso, indicou que a abundância de D. leporina leporina foi menor em áreas com ecoturismo, embora o efeito dessa prática tenha sido considerado de pequena magnitude.
Em sua área de distribuição, ocorre em algumas áreas de conservação: Estação Ecológica de Maracá (ESEC de Maracá), a Floresta Nacional do Amapá (Flona Amapá), o Parque Nacional das Montanhas do Tumucumaque (PARNA Montanhas do Tumucumaque), a Reserva Extrativista do Rio Cajari (Resex Rio Cajari), a Área de Proteção Ambiental de Presidente Figueiredo (APA de Presidente Figueiredo) e a Área de Proteção Ambiental do Rio Curiaú (APA do Rio Curiaú).